# Ken Keltner
Pour les articles homonymes, voir Keltner.
Ken Keltner, né le 31 octobre 1916 et décédé le 12 décembre 1991, est un joueur américain de baseball, qui évolua en Ligue majeure de baseball.

## Carrière
Le 25 mai 1939, Ken Keltner frappe trois coups de circuit au cours du même match.
Le 17 juillet 1941, Keltner met fin à la série de matches consécutifs avec au moins un coup sûr de Joe DiMaggio en attrapant au vol deux de ses balles frappées.
Keltner fut sélectionné sept fois au match des étoiles (1940, 1941, 1942, 1943, 1944, 1946 et 1948) et remporta une fois les World Series avec Cleveland en 1948.
Keltner fut candidat à l'introduction au Hall of Fame suscitant un vif débat. La Keltner list est l'héritage de ce débat. Sans valeur officielle, elle fixe, en quinze questions, les critères supposés d'un bon membre du Temple de la renommée.
Il est membre du Indians' Hall of Fame depuis 1951.